# 1533 en science
| Années de la science : 1530 - 1531 - 1532 - 1533 - 1534 - 1535 - 1536    |
| Décennies de la science : 1500 - 1510 - 1520 - 1530 - 1540 - 1550 - 1560 |

Cet article présente les faits marquants de l'année 1533 en science.

## Événements
- 30 octobre : la Concepción et le San Lázaro, commandées par Diego de Becerra et Hernando de Grijalva, appareillent sur instruction d'Hernán Cortés depuis l'actuel port de Manzanillo pour explorer l'océan Pacifique. Les deux navires se séparent. Diego de Becerra est tué lors d'une mutinerie dirigée par le pilote Fortún Ximénez. Ce dernier atteint sud de la péninsule de Basse-Californie où il est tué par des amérindiens. Grijalva découvre l'actuelle île Socorro qu'il baptise Santo Tomas, puis l'île San Benedicto qu'il appelle Los Inocentes[1].

- Ambroise Paré entre comme compagnon chirurgien à l'Hôtel-Dieu de Paris[2].

## Publications
- Georgius Agricola : De Mensuis et Ponderibus, 1533 ;
- Petrus Apianus :
  - Apiani Horoscopion …, Ingolstadt, 1533. Sur les cadrans solaires,
  - Buch Instrument …, Ingolstadt, 1533. Un ouvrage scientifique sur les instruments astronomiques (en allemand),
- Rembert Dodoens : Herbarium, 1533 ;
- Gemma Frisius : De Locorum describendorum ratione, Anvers, 1533. L'ouvrage contient le plus ancien exposé des principes de la triangulation et une méthode de détermination des longitudes.

## Naissances

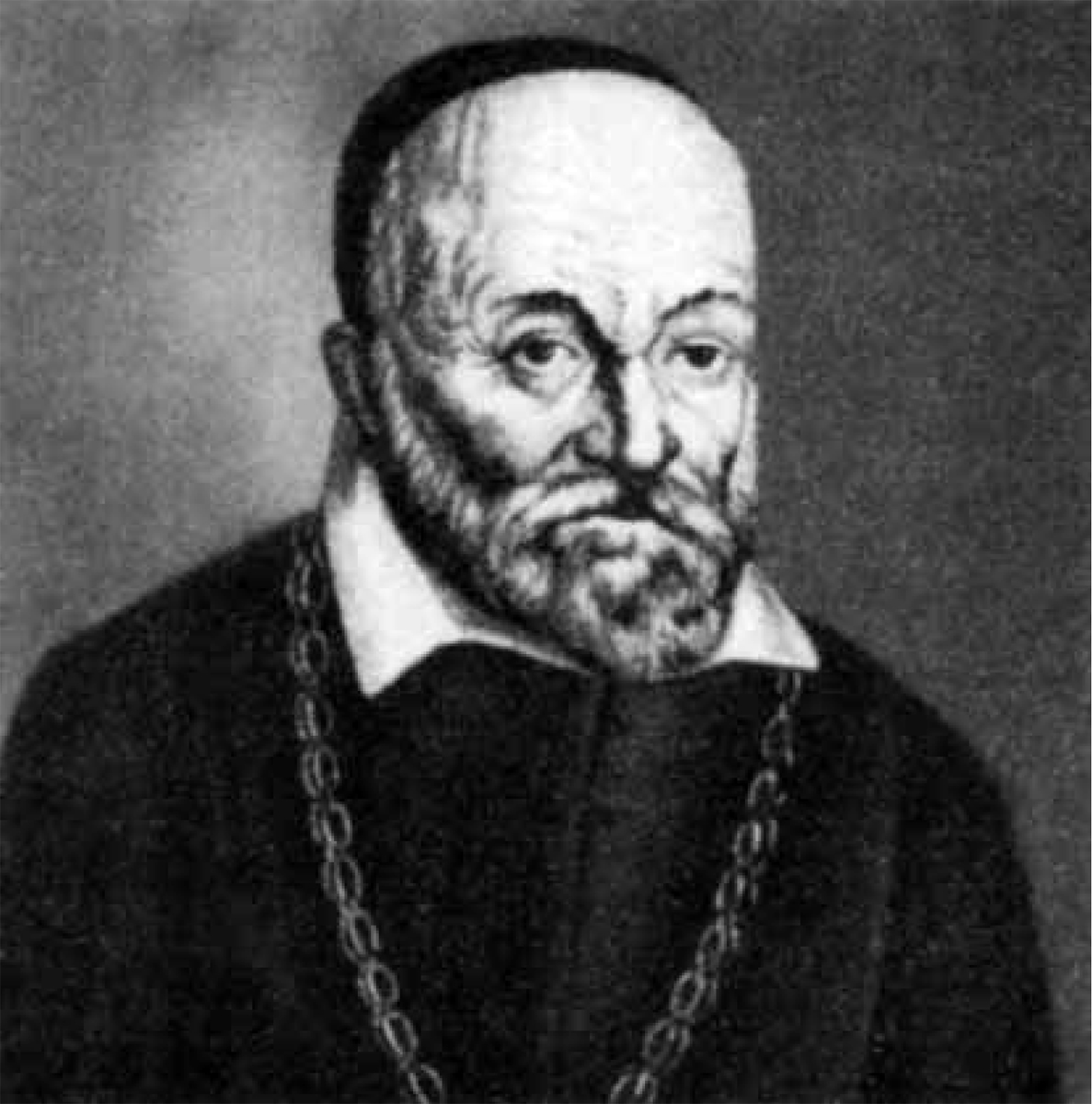
Girolamo Fabrizi d'Acquapendente

- 3 mai : Cheng Dawei (mort en 1606), mathématicien chinois.
- 2 août : Theodor Zwinger (mort en 1588), savant et médecin suisse.

- Francesco Buonamici (mort en 1603), médecin et philosophe florentin.
- Vers 1533
  - Wilhelm Klebitz (mort en 1568), théologien protestant et mathématicien allemand.
  - Jacques Le Moyne de Morgues (mort en 1588), cartographe et illustrateur français.
  - Friedrich Risner (mort en 1580), mathématicien allemand.

## Décès
- 16 août : Diego Ribero, cartographe et explorateur espagnol, d'origine portugaise.

- Ambrosius Ehinger (né vers 1500), explorateur et conquistador allemand.